# Mont Foraker
Le mont Foraker est une grande montagne au centre de la chaîne d'Alaska qui s'élève jusqu'à 5 304 mètres, dans le parc national et réserve de Denali, 23 kilomètres au sud-ouest du mont McKinley. C'est le deuxième plus haut sommet dans la chaîne d'Alaska, et le troisième plus haut sommet des États-Unis.

## Toponymie
Appelée comme le mont McKinley Bolshaya Gora (« la grande montagne ») par les Russes, le mont Foraker a été nommé en 1899 par J.S. Herron en l'honneur de Joseph B. Foraker, sénateur américain de l'Ohio.

## Topographie
Le mont Foraker est une montagne glaciaire massive et complexe qui présente sept arêtes principales qui enserrent de puissants glaciers, ce qui en fait une montagne difficile d'accès.

## Alpinisme
- 1934 - Le sommet nord a été atteint pour la première fois par Charles Houston, Thomas Graham Brown et Chychele Waterston, le 6 août
- 1934 - Le sommet sud, plus haut que le sommet nord, a été gravi par C. Houston, T.G. Brown, et C. Waterston, le 10 août, après vingt-deux jours passés sur l'arête nord-ouest et l'établissement de sept camps
- 1963 - Première de l'arête sud-est par une expédition américaine conduite par Adams Carter
- 1966 - Arête nord-est par une expédition japonaise
- 1968 - Arête sud par W. Bleser, Alex Bertulis, P. Williamson et H. Baer
- 1975 - Première hivernale de l'arête sud-est par Steve Tandy et Gary Tandy
- 1976 - Arête sud-sud-est par une équipe française dirigée par Henri Agresti
- 2010 - Du 13 au 17 juin, Colin Healey et Bjorn-Eivind Artun ouvrent Dracula dans la face sud-est[2].